# Scinax fuscomarginatus
Espèce
Synonymes
- Hyla fuscomarginata Lutz, 1925
- Hyla parkeri Gaige, 1929
- Scinax parkeri (Gaige, 1929)
- Ololygon trilineata Hoogmoed & Gorzula, 1979
- Scinax trilineatus (Hoogmoed & Gorzula, 1979)
- Scinax lutzorum Cardoso & Pombal, 2010
- Scinax pusillus Pombal, Bilate, Gambale, Signorelli & Bastos, 2011

Statut de conservation UICN

 LC  : Préoccupation mineure
Scinax fuscomarginatus est une espèce d'amphibiens de la famille des Hylidae.

## Répartition
Cette espèce se rencontre dans l'est du Venezuela, au Guyana, au Suriname, au Brésil, dans l'est de la Bolivie, au Paraguay et dans le nord-est de l'Argentine.

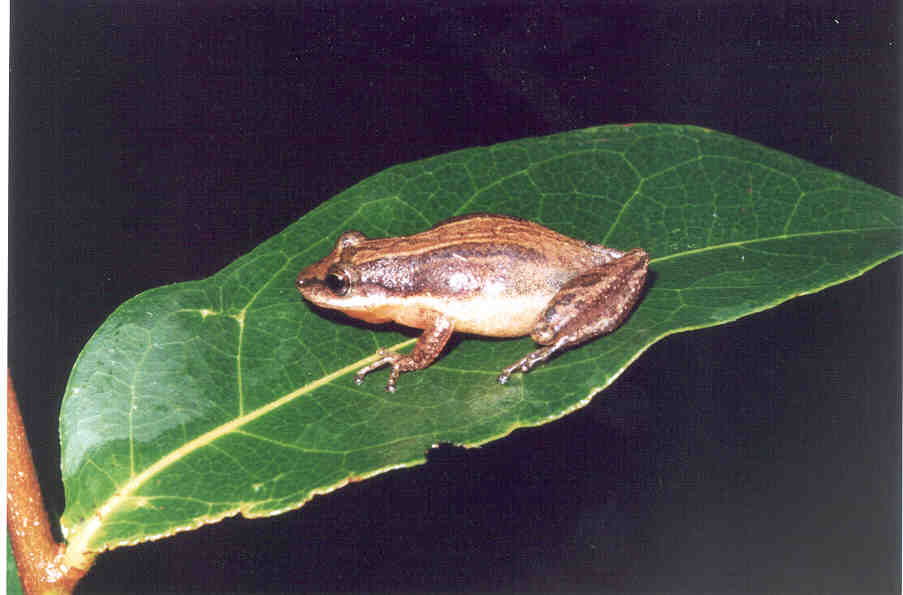
Scinax fuscomarginatus

## Taxinomie
Scinax lutzorum, Scinax parkeri, Scinax pusillus et Scinax trilineatus ont été placés en synonymie avec cette espèce par Brusquetti, Jansen, Barrio-Amorós, Segalla et Haddad en 2014. Hyla madeirae a été relevé de sa synonymie par Brusquetti, Jansen, Barrio-Amorós, Segalla et Haddad en 2014 et élevé au rang d'espèce.

## Publication originale
- Lutz, 1925 : Batraciens du Brésil. Comptes Rendus Hebdomadaires des Séances et Mémoires de la Société de Biologie et de ses Filiales Paris, vol. 93, p. 137-139.